# Gläserne Bienen
Gläserne Bienen ist ein Zukunftsroman von Ernst Jünger aus dem Jahr 1957. Er behandelt die Thematik der Automatisierung von Produktion und damit einhergehend der Gesellschaft.

## Handlung
Der preußische Rittmeister Richard ist arbeitslos und braucht dringend einen neuen Beruf. Dazu trifft er sich mit einem ehemaligen Kameraden namens Twinnings, der sehr viele Kontakte pflegt und jedem etwas Geeignetes vermitteln kann. Er verhilft Richard zu einem Gespräch mit Zapparoni, einem gut gestellten Arbeitgeber, der in seinen Fabriken ungewöhnliche Produkte herstellt, darunter Roboter, die man aufgrund ihres Aussehens und Handelns von Menschen kaum noch unterscheiden kann.
Richard begibt sich zu Zapparonis Firmengelände und wird von dort aus mit einer privaten Untergrundbahn zum Privatanwesen Zapparonis gefahren. Dort wartend, betrachtet Richard seine Umgebung eingehend und stellt fest, dass Zapparonis Privatleben einen völligen Kontrast zu seiner fortschrittlichen Arbeit darstellt.
Es kommt zum Aufeinandertreffen zwischen Zapparoni und Richard. Zapparoni führt einen besonderen Persönlichkeitstest mit Richard durch, ohne dass dieser etwas davon bemerkt. Anschließend analysiert Zapparoni Richards Antworten und stellt ihn als für die freie Arbeitsstelle unfähig dar. Er schickt ihn in den Garten mit dem Hinweis, sich vor den Bienen in Acht zu nehmen.
Im Garten sitzend, beobachtet Richard eben jene Bienen und erkennt, dass es sich bei ihnen um kleine Maschinen handelt, die sich untereinander in einer Hierarchie angeordnet haben und verschiedene Aufgaben erfüllen. Außerdem erkennt Richard in einem Teich Ohren. Zunächst reagiert er schockiert, erkennt dann aber, dass es sich um künstliche Körperteile handelt und ihre Auslegung vermutlich einen weiteren Persönlichkeitstest darstellt.
Er will in diesem Augenblick eigentlich nur noch weg von dort und überlegt sich, wie er sich verabschieden könnte, ohne dass Zapparoni merkt, dass er die Ohren gefunden hat. Aber Richard zögert zu lange und stellt für sich fest, dass er dadurch jede Chance auf ein heiles Davonkommen vertan hat und diese Sache nur noch ein böses Ende nehmen kann. Er überlegt. Letztlich gibt er sich in einem Wutanfall seinen Gefühlen hin und nimmt einen Golfschläger, mit dem er ein Überwachungsgerät in der Luft zertrümmert, welches sogleich zerspringt und eine giftige Flüssigkeit absondert. In diesem Moment erscheint Zapparoni. Er löst das Rätsel auf, dass diese Ohren von einem frustrierten Mitarbeiter abgeschnitten wurden, der auf Ohren spezialisiert war und gekündigt wurde. Mit seiner Kündigung wollte dieser quasi auch als letzten Akt sein Werk, die Ohren, mit sich nehmen.
Richard erhält eine endgültige Absage für den Job, bekommt aber von Zapparoni ein alternatives Angebot für eine Stelle innerhalb seiner Firma. Dabei handelt es sich um die Rolle eines Vermittlers zwischen Ingenieuren und Arbeitern in Zapparonis Fabrik. Richard nimmt die Stelle dankend an und kehrt glücklich heim zu seiner Frau.
In einer überarbeiteten Zweitfassung ist der Erzählung 1960 ein Epilog angehängt. Richard wird als Dozent in der innerbetrieblichen Fortbildung des Unternehmens vorgestellt, der im Rahmen einer Seminarveranstaltung in biographischer Form über "Probleme der Technik" referiert. Die vorgängige Erzählung Gläserne Bienen wird in dieser Fassung mithin als Aufzeichnung eines namenlosen Berichterstatters vorgestellt.